# Small Wonders
Small Wonders (también conocido como Fiddlefest) es una película documental estadounidense de 1995 dirigido por Allan Miller. La película sigue a un profesor de música en East Harlem que enseña a niños desfavorecidos a tocar el violín. Fue nominado a un premio de la Academia a la Mejor Película Documental.